# Crucinotacris werneriana
Crucinotacris werneriana är en insektsart som först beskrevs av Heinrich Hugo Karny 1907.  Crucinotacris werneriana ingår i släktet Crucinotacris och familjen gräshoppor. Inga underarter finns listade i Catalogue of Life.